# Vital Corbellini
Vital Corbellini (Garibaldi, 1º dicembre 1959) è un vescovo cattolico brasiliano dal 10 ottobre 2012 vescovo di Marabá.

## Biografia
Vital Corbellini è nato il 1º dicembre 1959 a Garibaldi. Sesto degli otto figli di Hermínio Corbellini (m. 3 marzo 1999) e Luiza Maria Coppi Corbellini (m. 28 marzo 2009), i suoi fratelli sono: Helena, Carlos Alberto, Terezinha, Roque (m. 8 luglio 2006), Antônio, Filipe e José.

### Formazione
Ha conseguito l'istruzione primaria presso la scuola municipale Duque de Caxias, situata a 2 km da casa sua. Ha avuto un'infanzia molto difficile, raccogliendo il latte dalle piccole proprietà vicine sul dorso di un asino per aiutare con i risparmi la sua famiglia. Fino all'età di dodici anni ha studiato presso il Seminario apostolico di Nostra Signora di Caravaggio a Farroupilha, sotto la guida dei poveri servi della Divina Provvidenza. Sentendo maturare la vocazione al sacerdozio e su consiglio di Nei Paulo Moretto, vescovo di Caxias do Sul, ha iniziato gli studi presso il seminario della medesima diocesi.
Ha frequentato la facoltà di filosofia presso l'Università di Caxias do Sul e la facoltà di teologia presso la Pontifícia Universidade Católica do Rio Grande do Sul. Al termine degli studi, ha ricevuto l'ordinazione sacerdotale il 28 dicembre 1986, presso lo Stadio del Boavista Sport Club a Caxias do Sul, per imposizione delle mani di monsignor Moretto; si è incardinato, ventisettenne, come presbitero della medesima diocesi.

### Ministero sacerdotale
Ha svolto il ministero sacerdotale in diverse parrocchie della diocesi, mostrando una particolare attenzione per i giovani e anche per le Missioni, a Cuiabá nel progetto CNBB delle Chiese Sorelle. Durante questo periodo ha svolto i seguenti compiti: è stato vicario parrocchiale nelle chiese di San Sebastiano a Jaquirana, di Santa Maria do Belo Horizonte a Cazuza Ferreira e San Francesco di Paola a São Francisco de Paula, svolgendo inoltre l'incarico di coordinatore della Regione pastorale di São Francisco de Paula, dal 1987 al 1988; è stato parroco della chiesa di Nostra Signora Mediatrice, nell'arcidiocesi di Cuiabá, dal 1988 al 1993; è stato amministratore parrocchiale e parroco della chiesa di San Francesco d'Assisi a Monte Belo do Sul, nella diocesi di Caxias do Sul, dal 1997 al 2001 e membro del Consiglio presbiterale, dal 2003 al 2007; è stato vicario generale della diocesi di Caxias do Sul, dal 2007 al 2010.
Si è poi trasferito a Roma per un soggiorno di studio, a conseguendo un master e un dottorato presso l'Istituto Patristico Augustinianum, dipendente dalla Pontificia Università Lateranense; ha inoltre conseguito un post-dottorato in storia della Chiesa antica presso la Pontificia Università Gregoriana. Al suo ritorno in Brasile, è stato professore di patristica e storia della Chiesa sntica presso la Pontifícia Universidade Católica do Rio Grande do Sul ed ha prestato servizio nel Magistero presso il Centro Interdiocesano di Teologia a Cascavel.
Ha anche collaborato alla formazione teologica dei laici, uomini e donne, nella diocesi di Caxias do Sul. Per due anni è stato coordinatore diocesano della pastorale presbiterale. Nel 2011 è divenuto parroco della chiesa di San Giovanni Battista a Jaru nonché missionario del progetto delle Chiese Sorelle nella diocesi di Ji-Paraná, entrambi ruoli svolti fino alla promozione all'episcopato.

### Ministero episcopale
Il 10 ottobre 2012 papa Benedetto XVI lo ha nominato, cinquantaduenne, vescovo di Marabá; è succeduto ad José Foralosso, S.D.B., deceduto il 22 agosto precedente all'età di settantaquattro anni. Ha ricevuto la consacrazione episcopale il 30 novembre seguente, presso il santuario di Nostra Signora di Caravaggio a Marabá, per imposizione delle mani di Alessandro Carmelo Ruffinoni, C.S., vescovo di Caxias do Sul, assistito dai co-consacranti Alberto Taveira Corrêa, arcivescovo metropolita di Belém do Pará, e Bruno Pedron, S.D.B., vescovo di Ji-Paraná. Ha preso possesso della diocesi durante una cerimonia svoltasi presso la cattedrale di Nostra Signora del Perpetuo Soccorso a Marabá il 21 dicembre dello stesso anno. Come suo motto episcopale il neo vescovo Corbellimi ha scelto Dar a vida, che tradotto vuol dire "Dare la vita".

## Genealogia episcopale
La genealogia episcopale è:
- Cardinale Scipione Rebiba
- Cardinale Giulio Antonio Santori
- Cardinale Girolamo Bernerio, O.P.
- Arcivescovo Galeazzo Sanvitale
- Cardinale Ludovico Ludovisi
- Cardinale Luigi Caetani
- Cardinale Ulderico Carpegna
- Cardinale Paluzzo Paluzzi Altieri degli Albertoni
- Papa Benedetto XIII
- Papa Benedetto XIV
- Papa Clemente XIII
- Cardinale Bernardino Giraud
- Cardinale Alessandro Mattei
- Cardinale Pietro Francesco Galleffi
- Cardinale Giacomo Filippo Fransoni
- Cardinale Carlo Sacconi
- Cardinale Edward Henry Howard
- Cardinale Mariano Rampolla del Tindaro
- Cardinale Rafael Merry del Val
- Arcivescovo Duarte Leopoldo e Silva
- Arcivescovo Paulo de Tarso Campos
- Vescovo Tomás Vaquero
- Arcivescovo Dadeus Grings
- Vescovo Alessandro Carmelo Ruffinoni, C.S.
- Vescovo Vital Corbellini